# Adam Tooze
Adam Tooze   (Londres, 5 de juliol de 1967) John Adam Tooze, és un historiador anglès que treballa com a professor a la Universitat de Colúmbia, director de l'Institut Europeu i acadèmic no resident a Carnegie Europe. Anteriorment, va ser lector d'història del segle XX a la Universitat de Cambridge i Gurnee Hart Fellow en història al Jesus College, Cambridge.
Després de deixar Cambridge el 2009, va passar sis anys a la Universitat Yale com a professor d'Història Moderna d'Alemanya i director d'Estudis de Seguretat Internacional al Centre MacMillan d'Estudis Internacionals i d'Àrea, succeint a Paul Kennedy. Mitjançant els seus llibres (com Crashed) i el seu butlletí en línia (Chartbook), arriba a un públic variat d'historiadors, inversors, administradors i altres.

## Llibres publicats
Com a autor:
- Statistics and the German State, 1900–1945: The Making of Modern Economic Knowledge (Cambridge Studies in Modern Economic History), Cambridge: Cambridge University Press, 2001.[7] ISBN 0-521-80318-7 Translated in German.
- The Wages of Destruction: The Making and Breaking of the Nazi Economy, London: Allen Lane, 2006.[8] ISBN 0-7139-9566-1 Translated in German, French, Dutch, Italian, Polish, Portuguese and Russian.
- The Deluge: The Great War, America and the Remaking of the Global Order, 1916–1931, London: Allen Lane, 2014.[9] ISBN 9781846140341 Translated in German, French, Dutch, Spanish, Chinese and Russian.
- Crashed: How a Decade of Financial Crises Changed the World, London: Allen Lane and New York: Viking, August 2018.[10] ISBN 9781846140365 Translated in German, French, Dutch, Italian, Spanish, Portuguese, Chinese, Russian and Greek.
- Shutdown: How Covid Shook the World's Economy, Allen Lane, Sep 7 2021.[11]

Com a editor
- Cambridge History of World War II. Volume 3 with Michael Geyer, Cambridge: Cambridge University Press, 2015.[12]
- Normalität und Fragilität: Demokratie nach dem Ersten Weltkrieg with Tim B. Müller,[13] Hamburg: Hamburger Editionen, 2015.[14]